# 小学生将棋名人戦
公文杯小学生将棋名人戦（しょうがくせいしょうぎめいじんせん）は、日本将棋連盟・天童市（第50回より）主催、文部科学省、NHK他後援、公文教育研究会（第23回から第32回、第47回より）の協賛で行われている、小学生のみ参加可能の将棋大会である。「小学生名人戦」とも呼ばれる。

## 概要
第33回から小学館が協賛となり「小学館杯小学生将棋名人戦」という名称になり、第35回から第40回は集英社が協賛に加わったことで「小学館・集英社杯小学生将棋名人戦」となっていた。第41回から46回はさなるが協賛。
準決勝以降の3局は、「決定！ こども将棋名人」という番組名で、NHK Eテレ（NHK教育テレビ）で毎年テレビ放送される（録画）。
この大会の入賞者（ベスト4以上）・参加者からは、棋士となって永世称号資格を獲得した羽生善治・森内俊之・佐藤康光・渡辺明、女流棋士となってクイーン称号を獲得した中井広恵・福間香奈（旧姓里見）をはじめとして、多数の棋士・女流棋士が輩出されている。

## 大会概要
- 各都道府県予選大会（前年10–12月頃） - 都道府県で代表1名（道府県各1名、東京区内1名、東京多摩地区1名の合計48人）を決める。
- 全国大会（3月） - 天童市のほほえみの宿 滝の湯で開催。東西別で行われ、中部地方のうち福井県の代表だけは、西日本大会に出場する。まず、都道府県代表24名（加えて招待選手も若干名いる場合あり）が原則4名ずつに分かれてリーグ戦を行い、半数程度をリーグ通過者とする。そして、リーグ通過者（原則12名）が2つの山に分かれてトーナメント戦を行い、準決勝進出者2名（東西合わせて4名）を決める。優勝者には文部科学大臣杯などが授与。準決勝以降は竜王の間で開催、NHKが収録し、後日、NHK Eテレで放送される。以前はベスト4を渋谷の放送センタースタジオやチサンホテル浜松町で開催されていた。

## 歴代ベスト4
- 氏名欄、備考欄の中の数字は、学年を表す（都道府県予選の時点での学年より1つ上の学年で表すのが慣例になっているので、それに従った）。
- 赤塗りは、のちに棋士または女流棋士になった者。
- 青塗りは、2度目のベスト4入り。
- ◎は、女子出場者。

| 畠山成幸 大阪・6 |

| 西尾明 神奈川・5 |

| 村田智弘 兵庫・6 |

| 黒沢怜生 埼玉・4 |

| 黒沢怜生 埼玉・5 |

| 澤田真吾 三重・5 |

| 菅井竜也 岡山・6 |

| 山川泰熙 東京・6 |

## エピソード
- 第25回（2000年）の準決勝・伊藤－中村戦で伊藤が四段目の角を成ってしまい、反則負けとなった。
- 第35回（2010年）の東日本大会では、招待選手2名が2名とも準決勝に進出し、予選を勝ち上がった各都道府県代表が全滅した。その2名とは、第7回小学館学年誌杯争奪全国小学生大会グランドチャンピオン戦（2009年12月）の優勝・準優勝者であるため、優勝の堀田久里生は大阪府在住でありながら東日本の代表となった。
- 第36回（2011年）は、東日本大震災の影響で日程が大幅に延期され、ベスト4以降の決勝大会は8月14日に行われた[4]。
- 第37回（2012年）の準決勝で、反則負けである「二歩」が出現（新田対森田の対局で、新田が「二歩」を指した）。
- 第45回（2020年）は、新型コロナウイルスの蔓延の影響で日程が大幅に延期され、ベスト4以降の決勝大会は7月26日に行われた[5]。
- 歴代ベスト4のうち女性は3名で、中井広恵（第6回、準優勝）、伊藤沙恵（第29回、3位）、中七海（第35回、3位）である[6]。